# Gafurzhan Suyumbayev
Gafurzhan Sabirzhonovich Suyumbayev (kasakhisk: Гафуржан Сабыржанұлы Сүйімбаев; russisk: Гафуржан Сабиржонович Суюмбаев; født 19 august 1990) er en kasakhisk fodboldspiller, der spiller for Kairat som en forsvarer, og den kasakhiske fodboldlandshold.

## Karriere

### Klub
I juli 2016 underskrev Suyumbayev til FC Kairat.

## Karriere statistik

### Klub
| Klub           | Sæson          | liga                      | liga | liga | National Cup | National Cup | Continental | Continental | Andet | Andet | Total | Total |
| Klub           | Sæson          | Division                  | Apps | Mål  | Apps         | Mål          | Apps        | Mål         | Apps  | Mål   | Apps  | Mål   |
| -------------- | -------------- | ------------------------- | ---- | ---- | ------------ | ------------ | ----------- | ----------- | ----- | ----- | ----- | ----- |
| Kairat         | 2016           | Kasakhstan Premier League | 13   | 2    | 3            | 1            | 2           | 0           | 0     | 0     | 18    | 3     |
| Kairat         | 2017           | Kasakhstan Premier League | 32   | 2    | 4            | 0            | 4           | 0           | 1     | 0     | 41    | 2     |
| Kairat         | 2018           | Kasakhstan Premier League | 27   | 1    | 2            | 0            | 5           | 0           | 1     | 0     | 35    | 1     |
| Kairat         | 2019           | Kasakhstan Premier League | 24   | 2    | 2            | 0            | 4           | 0           | 0     | 0     | 30    | 2     |
| Kairat         | Total          | Total                     | 104  | 7    | 13           | 1            | 15          | 0           | 2     | 0     | 134   | 8     |
| Karriere i alt | Karriere i alt | Karriere i alt            | 104  | 7    | 13           | 1            | 15          | 0           | 2     | 0     | 134   | 8     |

### International
| Kasakhstans landslag | Kasakhstans landslag | Kasakhstans landslag |
| År                   | Apps                 | Mål                  |
| -------------------- | -------------------- | -------------------- |
| 2014                 | 3                    | 0                    |
| 2015                 | 6                    | 0                    |
| 2016                 | 5                    | 1                    |
| 2017                 | 2                    | 0                    |
| Total                | 16                   | 1                    |

Statistisk nøjagtig som for spillet spillet 26. marts 2017 

### Internationale mål
Resultater og resultater viser Kazakhstans mål først. 
| Mål | Dato              | Venue                                | Modstander | score | Resultat | Konkurrence                       |
| --- | ----------------- | ------------------------------------ | ---------- | ----- | -------- | --------------------------------- |
| 1.  | 11. november 2016 | Parken Stadium, København, Danmark   | Danmark    | 1 –1  | 1-4      | 2018 FIFA World Cup kvalifikation |
| 2.  | 15. november 2018 | Astana Arena, Astana, Kasakhstan     | Letland    | 1 –0  | 1-1      | 2018–19 UEFA Nations League D     |
| 3.  | 11. juni 2019     | Astana Arena, Nur-Sultan, Kasakhstan | San Marino | 3 –0  | 4-0      | UEFA Euro 2020-kvalifikation      |